# Alexis Korner
Alexis Andrew Nicholas Koerner (19 de abril de 1928 - 1º de janeiro de 1984), conhecido profissionalmente como Alexis Korner, foi um músico de blues e radialista britânico, às vezes chamado de “pai fundador do blues britânico”. Uma grande influência no som da cena musical britânica na década de 1960, ele foi fundamental na formação de várias bandas britânicas notáveis, incluindo The Rolling Stones e Free. Korner foi incluído no Rock and Roll Hall of Fame na categoria de influência musical em 2024.

## Início da carreira
Alexis Andrew Nicholas Koerner nasceu em 19 de abril de 1928 em Paris, França, filho de pai judeu austríaco e mãe de ascendência grega, turca e austríaca. Passou a infância na França, Suíça e norte da África e chegou a Londres em 1940, após o início da Segunda Guerra Mundial. Uma lembrança de sua juventude foi ouvir um disco do pianista Jimmy Yancey durante um ataque aéreo alemão. Korner disse: “A partir de então, tudo o que eu queria fazer era tocar blues.”
Após a guerra, Korner tocou piano e violão (seu primeiro violão foi construído pelo amigo e escritor Sydney Hopkins, que escreveu Mister God, This Is Anna) e, em 1949, entrou para a Jazz Band de Chris Barber, onde conheceu Cyril Davies. Eles começaram a tocar juntos como uma dupla, fundaram o influente London Blues and Barrelhouse Club em 1955 e gravaram seu primeiro disco juntos em 1957.
Korner gravou seu primeiro disco oficial pela Decca Records na companhia do grupo de skiffle de Ken Colyer. Seu talento se estendeu a tocar bandolim em uma das faixas desse EP britânico, gravado em Londres em 28 de julho de 1955. Korner incentivou muitos artistas de blues americanos, até então praticamente desconhecidos na Grã-Bretanha, a se apresentarem no London Blues and Barrelhouse Club, que ele fundou com Davies no pub Round House, no Soho.

## Década de 1960
Em 1961, Korner e Davies formaram o Blues Incorporated, inicialmente um grupo de músicos com um amor em comum pelo blues elétrico e pela música R&B. O grupo incluía, em vários momentos, Charlie Watts, Jack Bruce, Ginger Baker, Long John Baldry, Graham Bond, Danny Thompson e Dick Heckstall-Smith. Também atraiu um público mais amplo de fãs, em sua maioria jovens, alguns dos quais se apresentavam ocasionalmente com o grupo, incluindo Mick Jagger, Keith Richards, Brian Jones, Geoff Bradford, Rod Stewart, John Mayall e Jimmy Page.
Embora Cyril Davies tenha deixado o grupo no final de 1962, o Blues Incorporated continuou a gravar, com Korner no comando, até 1966. No entanto, nessa época, sua formação com muitas estrelas da música (e sua multidão de seguidores) fez com que muitos integrantes saíssem para formar suas próprias bandas. Enquanto seus antigos acólitos, o The Rolling Stones e o Cream, apareciam nas primeiras páginas das revistas de música de todo o mundo, Korner foi relegado ao papel de “estadista mais velho”.
Em 1966, Korner formou o trio Free At Last com Hughie Flint e Binky McKenzie. Flint relembrou mais tarde: “Toquei com Alexis, logo depois de sair do The Bluesbreakers, em um trio que Alexis chamou de Free At Last, uma espécie de versão mini e ligeiramente restrita do Blues Incorporated. Tocar com Alexis era muito solto. Tocávamos qualquer coisa, desde “River's Invitation”, de Percy Mayfield, até “Better Get It In Your Soul”, de Charles Mingus, com muitos solos esquisitos de guitarra e baixo. Alexis, assim como John Mayall, tinha o gosto musical mais eclético, era muito conhecedor e generoso, e estou em dívida com os dois por minha ampla abordagem da música".
Embora o Free At Last tenha tido vida curta, Korner garantiu que seu nome perdurasse, em parte, batizando outro grupo jovem de aspirantes a músicos, o Free. Korner foi fundamental para a formação da banda em abril de 1968 e continuou a orientá-la até que conseguissem um contrato com a Island Records.
Embora ele próprio fosse um purista do blues, Korner criticou os músicos de blues britânicos mais conhecidos durante a popularização do blues no final da década de 1960 por sua adesão cega ao Chicago blues, como se a música não existisse em outra forma. Ele gostava de se cercar de músicos de jazz e muitas vezes se apresentava com uma seção de cornetas formada por um grupo que incluía, entre outros, os saxofonistas Art Themen, Mel Collins, Dick Heckstall-Smith e Lol Coxhill.
Durante uma turnê pela Escandinávia, ele formou a banda New Church com o guitarrista e cantor Peter Thorup. Posteriormente, eles foram uma das bandas de apoio no show gratuito do The Rolling Stones no Hyde Park, em Londres, em 5 de julho de 1969. Jimmy Page teria descoberto um novo cantor, Robert Plant, que estava tocando com Korner, que se perguntava por que Plant ainda não havia sido descoberto. Plant e Korner estavam gravando um álbum com Plant nos vocais até que Page pediu a ele que se juntasse ao The Yardbirds, também conhecido como Led Zeppelin. Apenas duas músicas dessas gravações estão em circulação: “Steal Away” e “Operator”. Korner deu uma de suas últimas entrevistas de rádio para a BBC Midlands no Record Collectors Show com Mike Adams e Chris Savory.

## Transmissões de rádio
Na década de 1960, Korner começou uma carreira na mídia, trabalhando inicialmente como entrevistador e depois no Five O'Clock Club da ITV, um programa de TV infantil. Korner também escreveu sobre o blues para jornais de música e continuou a manter sua própria carreira como artista de blues, especialmente na Europa. A principal carreira de Korner na década de 1970 foi a de radialista. Em 1973, ele apresentou um documentário de seis partes na BBC Radio 1, The Rolling Stones Story, e, em 1977, criou um programa de domingo à noite na BBC Radio 1, Alexis Korner's Blues and Soul Show, que durou até 1981. Ele também usou sua voz grave para obter grande efeito como locutor de publicidade.

## Década de 1970

### Período na banda CCS

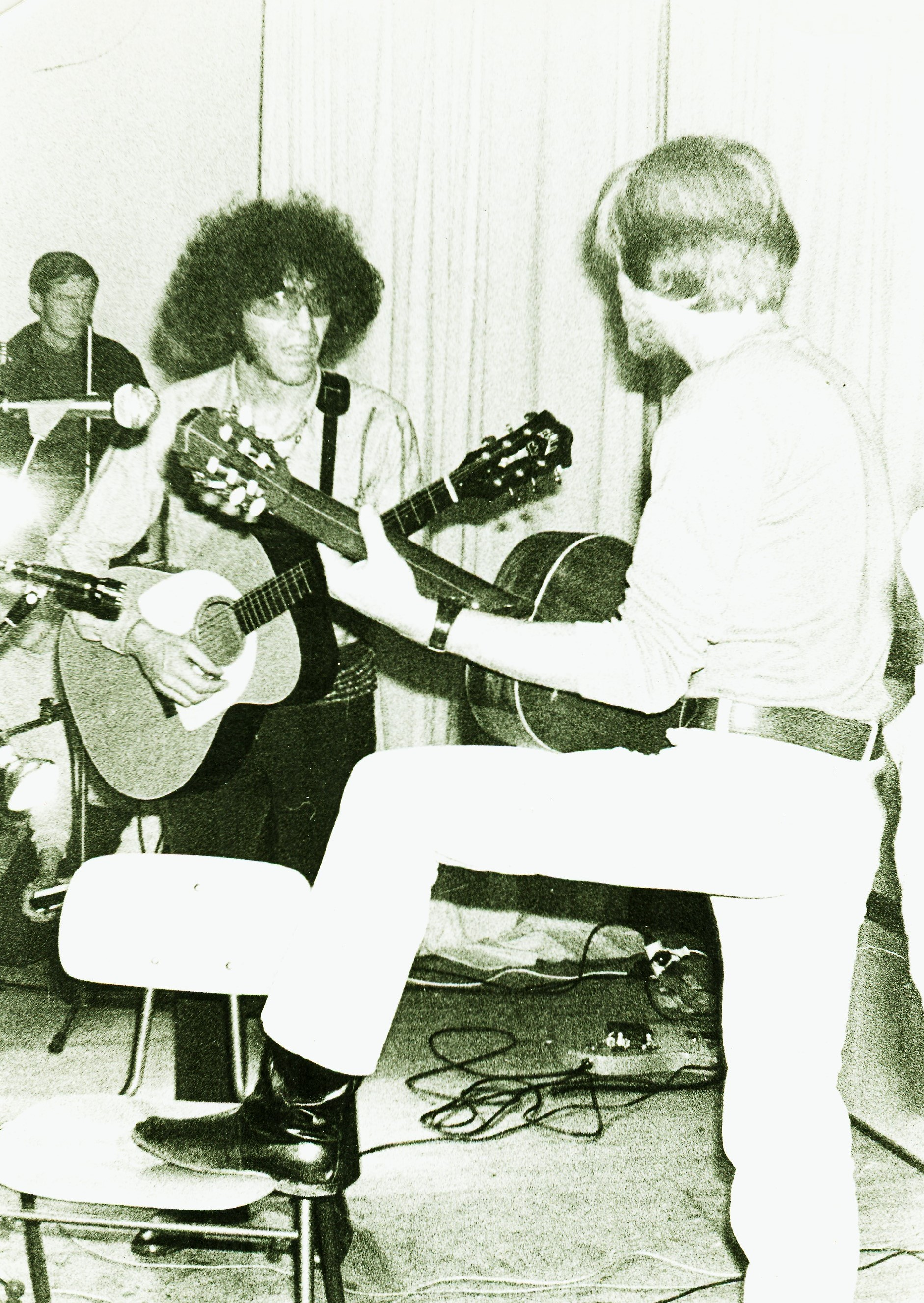
Korner e Peter Thorup em Bremen.

Em 1970, Korner e Thorup formaram um conjunto de grandes bandas, CCS - abreviação de “The Collective Consciousness Society” - que teve vários singles de sucesso produzidos por Mickie Most, incluindo uma versão de “Whole Lotta Love”, do Led Zeppelin, que foi usada como tema do programa Top of the Pops da BBC entre 1970 e 1981. Outra música instrumental chamada “Brother” foi usada como tema do Top 20/40 da BBC Radio 1 quando Tom Browne/Simon Bates apresentaram o programa na década de 1970. Também foi usado na década de 1990 na Radio Luxembourg para a parada Top 20 de singles. Esse foi o período de maior sucesso comercial de Korner no Reino Unido. Em 1973, ele fez uma participação vocal no lançamento de Brother Louie, do Hot Chocolate.

### Década de 1970 a 1984
Em 1973, ele e Peter Thorup formaram outro grupo, o Snape, com Boz Burrell, Mel Collins e Ian Wallace, que já haviam feito parte do King Crimson. Korner também tocou no álbum In London, de B.B. King, e gravou seu próprio álbum de “supersessão” semelhante, Get Off My Cloud, com Keith Richards, Steve Marriott, Peter Frampton, Nicky Hopkins e membros da The Grease Band, de Joe Cocker. Em meados da década de 1970, durante uma turnê pela Alemanha, Korner estabeleceu uma relação de trabalho intensa com o baixista Colin Hodgkinson, que tocou na banda de apoio Back Door. Eles continuaram a colaborar até a morte de Korner.
Em 1978, para o aniversário de 50 anos de Korner, foi realizado um show com a participação de muitos de seus amigos mencionados acima, além de Eric Clapton, Paul Jones, Chris Farlowe, Zoot Money e outros, que mais tarde foi lançado como The Party Album e como um vídeo.
Em 1981, Korner juntou-se a outro “supergrupo”, o Rocket 88, um projeto liderado por Ian Stewart baseado em tecladistas de boogie-woogie, que contava com uma seção rítmica composta por Jack Bruce e Charlie Watts, entre outros, além de uma seção de cornetas. Eles fizeram uma turnê pela Europa e lançaram um álbum pela Atlantic Records. Ele tocou na Itália com Paul Jones e a Blues Society do italiano Guido Toffoletti.

## Vida familiar e morte
Em 1950, Korner casou-se com Roberta Melville (falecida em 2021), filha do crítico de arte Robert Melville. Ele teve uma filha, a cantora Sappho Gillett Korner (falecida em 2006), e dois filhos, o guitarrista Nicholas 'Nico' Korner (falecido em 1989) e o engenheiro de som Damian Korner (falecido em 2008).
Alexis Korner faleceu em Londres, vítima de câncer de pulmão, em 1º de janeiro de 1984, aos 55 anos de idade.
Korner foi postumamente introduzido no Rock and Roll Hall of Fame em 2024 na categoria de influência musical.

## Discografia (lançamentos selecionados no Reino Unido e em outros países)
- Blues from the Roundhouse (1957) - Breakdown Group

- R&B from the Marquee (1962) - Blues Incorporated

- Red Hot from Alex (1964) - Blues Incorporated

- At the Cavern (1964) - Blues Incorporated

- Alexis Korner's Blues Incorporated (1965) - Blues Incorporated

- Sky High (1966) - Blues Incorporated

- I Wonder Who (1967)

- Alexis Korner's Blues Incorporated (reedição de Sky High) - Blues Incorporated

- A New Generation of Blues (1968)

- Both Sides (1970) - New Church

- CCS 1st (1970) - CCS

- Alexis Korner (1971)

- Bootleg Him! (1972)

- CCS 2nd (1972) - CCS

- Accidentally Borne in New Orleans[19] (1972) - com Peter Thorup; Snape

- Live on Tour in Germany (1973) - com Peter Thorup; Snape

- The Best Band in the Land (1973) - CCS

- Alexis Korner (1974)

- Get Off My Cloud (1975)

- The Lost Album (1977)

- Just Easy (1978)

- The Party Album (1979) - Alexis Korner and Friends

- Me (1980)

- Rocket 88 (1981) - Rocket 88

- Juvenile Delinquent (1984)

- Testament (1985) - com Colin Hodgkinson

- Live in Paris (1988) - com Colin Hodgkinson